# August Boeckh
Philipp August Boeckh (eller Böckh), född 24 november 1785 i Karlsruhe, död 3 augusti 1867 i Berlin, var en tysk banbrytande klassisk filolog och arkeolog; bror till Friedrich von Böckh, far till Richard Böckh.
Boeckh blev 1807 professor i Heidelberg och förflyttades 1811 till det nybildade universitetet i Berlin. Under de 56 år han var verksam där utgick generationer av framstående filologer ur hans skola. Även såsom förste sekreterare vid den nya vetenskapsakademien i Berlin var han länge den främste ledaren av denna institution. Betecknande för hans verksamhet i det stora hela är utvidgandet av den klassiska filologins begrepp till att vara en organiskt sammanhängande vetenskaplig reproduktion av den klassiska forntidens kultur i alla dess väsentliga riktningar i motsats till den äldre, så kallade hermannska, skolan, enligt vilken filologin huvudsakligen hade att sysselsätta sig med den språkliga formen.
Boeckh utgav en rad viktiga arbeten inom den klassiska filologins område. De främsta bland dessa är följande: den stora upplagan av Pindaros ("Pindari opera quse supersunt", 1811–22), epokgörande bland annat genom grundlig utredning av de svårbestämda pindariska versmåtten, Die Staatshaushaltung der Athener (1817, nya upplagor 1851 och 1886), Metrologische Untersuchungen über Gewichte, Münzfüße und Maße des Alterthums (1838), Urkunden über das Seewesen des attischen Staats (1840) och Corpus inscriptionum atticarum (1828–1862, sedan fortsatt av Johannes Franz, Ernst Curtius och Adolf Kirchhoff). Hans synnerligen många Kleinere Schriften utgavs av Ferdinand Ascherson med flera (1858–1874) och hans Encyclopädie und Methodologie der philologischen Wissenschaften av Ernst Bratuscheck (1877, andra upplagan 1886). Boeckh medverkade även till utgivandet av Fredrik den stores skrifter.